# Accord d'emprunt
 (février 2025).
Si vous disposez d'ouvrages ou d'articles de référence ou si vous connaissez des sites web de qualité traitant du thème abordé ici, merci de compléter l'article en donnant les références utiles à sa vérifiabilité et en les liant à la section « Notes et références ».
En harmonie tonale, un accord d’emprunt est un accord appartenant à une tonalité autre que la tonalité en cours utilisé par simple juxtaposition, c’est-à-dire sans modulation. Parmi les notes réelles d’un accord d’emprunt, une au moins est donc étrangère à la tonalité courante. Cependant, toute note étrangère à un accord ne produit pas nécessairement un accord d’emprunt.
Très employés dans les cadences, les accords d’emprunt peuvent être nombreux et variés. Les plus couramment utilisés sont les suivants.

## Tierce picarde
La tierce picarde est l’accord final d’une tonalité mineure dont la tierce, au lieu d’être mineure, est accidentellement majeure.

## Sixième degré descendant dans une tonalité majeure
L’abaissement du sixième degré d’une tonalité majeure désigne un sixième degré descendant, pouvant être note réelle dans divers types d’accords d’emprunt. Autrement dit, le procédé permet de produire un certain nombre d'accords d'emprunt en abaissant — d'un demi-ton chromatique — le sixième degré d'une tonalité majeure.
À l'occasion d'une cadence quelconque, ce degré peut être accidentellement abaissé lorsqu'il fait partie de l'un des deux accords préparatoires suivants : l'accord du IVe degré — dont la tierce devient alors mineure (exemples A & B) — ou bien celui du IIe degré — dont la quinte devient alors diminuée (exemples C & D). L'abaissement du VIe degré peut également avoir lieu sur l'accord de cinq notes placé sur la dominante, dont la neuvième devient alors mineure — cette technique est fréquente dans les accords de neuvième de dominante sans fondamentale.
On peut également considérer l’abaissement du VIe degré comme un rehaussement du Ve degré de la gamme. Il a lieu dans l’accord du Ve degré dont la fondamentale est rehaussée, ce qui donne un accord diminué, ou dans l’accord du IIIe degré dont la tierce rehaussée devient majeure, et qui devient donc majeur (on peut lui adjoindre une septième mineure).
Il s'agit en fait d'un emprunt à la tonalité homonyme mineure : c'est en quelque sorte le principe inverse de la tierce picarde.
Il convient de noter que le fait de rendre majeur le VIe degré d'une tonalité mineure — dans l'accord de IVe degré ou celui de IIe degré — n'est pas pratiqué. Dans ce cas en effet, le résultat ne serait plus perçu comme un emprunt, mais comme une modulation.[réf. nécessaire]
Exemples :

## Sixte napolitaine
L’accord de sixte napolitaine est une variété de premier renversement de l’accord de deuxième degré.

## Dominante passagère
Les dominantes passagères sont des accords de septième ou neuvième de dominante placés sur des degrés autres que la dominante de la tonalité courante.